# A Burglar's Mistake
Pour plus de détails, voir Fiche technique et Distribution.
A Burglar's Mistake est un film muet américain réalisé par D. W. Griffith, sorti en 1909.

## Synopsis
Un homme victime de chantage parvient à se défaire de son maître chanteur.

## Fiche technique
- Titre : A Burglar's Mistake
- Réalisation et scénario : D. W. Griffith
- Société de production et de distribution : American Mutoscope and Biograph Company[1]
- Photographie : Arthur Marvin et G. W. Bitzer
- Pays de production :  États-Unis
- Format[2] : Noir et blanc - Muet - 1,33:1[3] ou 1,37:1[4] - 35 mm[3],[4]
- Longueur de pellicule : 959 pieds (292 mètres[3])
- Genre : Drame[4]
- Durée : 10 minutes (à 16 images par seconde)[2]
- Date de sortie : 
  - États-Unis : 25 mars 1909

## Distribution
Les noms des personnages proviennent de l'Internet Movie Database.
- Marion Leonard : Madame Newman
- Owen Moore : une personne chez Folsom
- Mack Sennett : une personne chez Folsom / un policier
- Robert Harron : le coursier
- Harry Solter : Henry Newman
- Charles Inslee : Dick Folsom
- Arthur V. Johnson : un policier
- Adele DeGarde : une des enfants[4],[5]
- David Miles : une personne chez Folsom[5]
- Herbert Prior : un policier[5]
- Gertrude Robinson : une des enfants[4],[5]
- Dorothy West : une des enfants[4],[5]

## Autour du film
- Les scènes du film ont été tournées les 16 et 18 février, puis les 3 et 5 mars 1909 dans le studio de la Biograph à New York.